# Гарсия, Ираче
Ираче Гарсия Перес (исп. Iratxe García Pérez; род. 7 октября 1974, Баракальдо, Страна Басков) — испанский политический деятель. Член Испанской социалистической рабочей партии (PSOE). Первый заместитель председателя Партии европейских социалистов (PES) с декабря 2018 года. Председатель группы «Прогрессивный альянс социалистов и демократов» (S&D) в Европейском парламенте с июня 2019 года. Депутат Европейского парламента с 2004 года. В прошлом — член Конгресса депутатов — нижней палаты парламента Испании (2000—2004).

## Биография
Родилась 7 октября 1974 года в Баракальдо.
В 1995 году получила диплом социального работника в Вальядолидском университете.
В 1995—1996 году работала социальным работником.
С 1995 по 2000 год — член муниципального совета Лагуна-де-Дуэро и член собрания (парламента) провинции Вальядолид.
С 1996 по 1999 год была генеральным секретарём молодёжной организации социалистов в Вальядолиде и секретарём по муниципальной политике национальной молодёжной организации социалистов. В 1996—2002 годах — член регионального комитета Социалистической партии в области Кастилия-Леон (PSCyL-PSOE), генеральный секретарь молодёжной организации социалистов в области Кастилия-Леон. В 2008 году — заместитель генерального секретаря провинциального исполнительного комитета PSOE в Вальядолиде. В 2014—2016 годах и с июня 2017 года — член федерального исполнительного комитета PSOE.
По результатам парламентских выборов 12 марта 2000 года избрана членом Конгресса депутатов — нижней палаты парламента Испании. Была заместителем докладчика социалистов по социальной политике и труду.
По результатам выборов 13 июня 2004 года избрана депутатом Европейского парламента. Переизбиралась на выборах 2009, 2014, 2019 и 2024 годов. С июля 2014 года по январь 2017 года — председатель Комитета по вопросам прав женщин и гендерного равенства (FEMM), с января 2017 года по июнь 2019 года — докладчик социалистов в FEMM.
С 2009 по 2015 год была членом бюро женской организации Партии европейских социалистов (PES). В декабре 2018 года избрана первым заместителем председателя PES.
В июне 2014 года генеральный секретарь PSOE Педро Санчес назначил Ираче Гарсию председателем делегации испанских социалистов в Европейском парламенте вместо Елены Валенсиано. Занимала пост по октябрь 2016 года и с июня 2017 года по июнь 2019 года.
В июне 2019 года избрана председателем группы «Прогрессивный альянс социалистов и демократов» (S&D) в Европейском парламенте. Сменила на посту немецкого депутата Удо Бульманна, который сложил с себя председательские полномочия после плохих результатов S&D на майских выборах. Соперников на выборах председателя у Ираче Гарсии не было.